# Oscar Geier
Oscar Arnold Geier, född 19 augusti 1882 i Zürich, död 5 november 1942 i Mountain Lakes, var en schweizisk bobåkare.
Geier blev olympisk silversmedaljör i tvåmansbob vid vinterspelen 1932 i Lake Placid.